# Championnat de Malte de football 1994-1995
Navigation
Saison précédente Saison suivante
La saison 1994-1995 de Premier League Maltaise était la quatre-vingtième édition de la première division maltaise.
Lors de cette saison, le Paola Hibernians FC a conservé son titre de champion face aux neuf meilleurs clubs maltais lors d'une série de matchs se déroulant sur toute l'année.
Les dix clubs participants au championnat ont été confrontés à deux reprises aux neuf autres.
Le Paola Hibernians FC a été sacré champion de Malte pour la huitième fois.
Grâce à l'apparition parmi les compétitions officielles de l'UEFA de la Coupe Intertoto, trois places étaient qualificatives pour les compétitions européennes lors de cette saison, une quatrième place étant attribuée au vainqueur du Trophée Rothman 1994-1995.

## Qualifications en coupe d'Europe
À l'issue de la saison, le champion et le deuxième du championnat ont participé au tour préliminaire de la Coupe UEFA 1995-1996.
Le vainqueur du Trophée Rothman a pris la place pour la Coupe des coupes 1995-1996.
Enfin, la première équipe dans l'ordre du classement qui l'a souhaité a participé à la Coupe Intertoto 1995.

## Les dix clubs participants
| Club                | Stade             | Capacité | Ville      |
| ------------------- | ----------------- | -------- | ---------- |
| Birkirkara-Luqa     | Infetti Ground    | 2 000    | Birkirkara |
| Floriana FC         | -                 | -        | Floriana   |
| Hamrun Spartans     | Victor Tedesco    | 6 000    | Hamrun     |
| Paola Hibernians FC | Hibernians Ground | 8 000    | Paola      |
| Naxxar Lions FC     | -                 | -        | Naxxar     |
| Pietà Hotspurs      | -                 | -        | Pietà      |
| Sliema Wanderers FC | Guze Fava Ground  | 4 000    | Sliema     |
| St. George's FC     | -                 | -        | Bormla     |
| La Vallette FC      | -                 | -        | La Valette |
| Zurrieq FC          | -                 | -        | Zurrieq    |

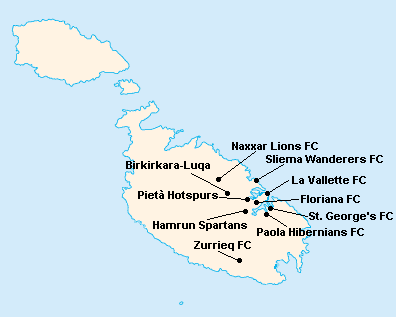
Localisation des clubs engagés dans le championnat.

L'île de Malte étant relativement petite, les clubs évoluent tous au stade National Ta'Qali (17 400 places). Certain cependant ont leur propre enceinte qu'ils peuvent éventuellement utiliser.

## Compétition

### Classement
| Rang | Équipe                  | Pts | J  | G  | N | P  | Bp | Bc | Diff |
| ---- | ----------------------- | --- | -- | -- | - | -- | -- | -- | ---- |
| 1    | Paola Hibernians FC (T) | 43  | 18 | 13 | 4 | 1  | 42 | 11 | +31  |
| 2    | Sliema Wanderers FC     | 39  | 18 | 12 | 3 | 3  | 55 | 22 | +33  |
| 3    | La Vallette FC (C)      | 37  | 18 | 11 | 4 | 3  | 45 | 12 | +33  |
| 4    | Floriana FC             | 35  | 18 | 10 | 5 | 3  | 33 | 13 | +20  |
| 5    | Hamrun Spartans         | 32  | 18 | 10 | 2 | 6  | 34 | 23 | +11  |
| 6    | Birkirkara-Luqa         | 21  | 18 | 5  | 6 | 7  | 17 | 24 | -7   |
| 7    | Zurrieq FC              | 20  | 18 | 6  | 2 | 10 | 18 | 36 | -18  |
| 8    | Naxxar Lions FC (P)     | 15  | 18 | 4  | 3 | 11 | 15 | 37 | -22  |
| 9    | Pietà Hotspurs (P)      | 9   | 18 | 2  | 3 | 13 | 11 | 40 | -29  |
| 10   | St. George's FC (P)     | 2   | 18 | 0  | 2 | 16 | 4  | 56 | -52  |

| Légende : Qualifications et relégations | Légende : Qualifications et relégations                                                     |
| --------------------------------------- | ------------------------------------------------------------------------------------------- |
|                                         | Coupe des coupes 1995-1996 (Tour de qualification)                                          |
|                                         | Coupe UEFA 1995-1996 (Tour préliminaire)                                                    |
|                                         | Coupe Intertoto 1995 (1er Tour)                                                             |
|                                         | Relégation en First Division Maltaise                                                       |
|                                         | (T) : Tenant du titre 1993-1994 (P) : Promu en 1993-1994 (C) : Vainqueur du Trophée Rothman |

## Bilan de la saison
| Tableau d'Honneur       |                     |
| Compétition             | Vainqueur           |
| Premier League Maltaise | Paola Hibernians FC |
| Trophée Rothman         | La Vallette FC      |
| Supercoupe de Malte     | Paola Hibernians FC |

| Qualifications européennes 1995-1996 |                                         |
| Coupe des coupes                     | Qualifiés                               |
| Tour de qualification                | La Vallette FC                          |
| Coupe UEFA                           | Qualifiés                               |
| Tour préliminaire                    | Paola Hibernians FC Sliema Wanderers FC |
| Coupe Intertoto                      | Qualifiés                               |
| 1er tour                             | Floriana FC                             |

| Promotions et relégations           |                                |
| Relégués en First Division Maltaise | Pietà Hotspurs St. George's FC |
| Promus de First Division Maltaise   | St. Patrick FC Rabat Ajax      |